# IU International University of Applied Sciences
La IU International University of Applied Sciences (IU International Hochschule en alemán, abreviada IU)  Universidad de Ciencias Aplicadas alemana con sede legal en Erfurt, y con campus en Bad Honnef y Berlín.
Acreditada por el Ministerio de Cultura, IU es una Universidad de Ciencias Aplicadas (fachhochschule en alemán) que ofrece estudios en persona y a distancia, tanto en inglés como en alemán. También ofrece formación basada en el modelo educación dual.

## Historia
La IU fue fundada en 1998 como Universidad Internacional de Ciencias Aplicadas Bad Honnef - Bonn en Bad Honnef, empezando oficialmente la propia actividad didáctica en el año 2000.
En 2005 la universidad fue adquirida por la sociedad de capital inversión Auctus (Múnich).
En 2008, se abrió una segunda sede en Bad Reichenhall y, al año siguiente, el Consejo Alemán de Ciencias y Humanidades volvió a acreditar institucionalmente la universidad por otros diez años. En 2010, IU se unió a la Conferencia de Rectores Alemanes.
A partir de 2011, IU comenzó a ofrecer titulaciones a distancia para algunas titulaciones de grado y máster. A mediados de 2013, IU se fusionó con la Universidad de Ciencias Aplicadas Adam Ries, expandiendo así la oferta de educación superior para incluir el modelo de educación dual.
El 10 de diciembre de 2015, Career Partner GmbH, la empresa matriz de IU, fue adquirida por los estadounidenses del Grupo Apollo, quienes, dos años más tarde, la vendieron al grupo de inversores británico Oakley Capital Investments Limited. En marzo de 2016, IU se fusionó con la International Business & Logistics University (HIWL) y desde entonces ha ofrecido programas de estudios duales en Bremen bajo el nombre oficial de IU. En octubre de 2017 cambió su nombre de "Internationale Hochschule Bad Honnef - Bonn" a "IUBH Internationale Hochschule" (con el acrónimo "IUBH" derivado del nombre original en inglés International University of Applied Sciences Bad Honnef ). En diciembre de 2018 fue acreditado por la FIBAA (Foundation for International Business Administration Accreditation), con vigencia hasta finales del semestre de verano de 2025.
En 2019, la sede de la universidad se trasladó de su ubicación histórica en Bad Honnef / Bonn a Erfurt, Turingia. En 2021, la universidad pasó a llamarse definitivamente "IU Internationale Hochschule" (IU International University).

## Perfil académico

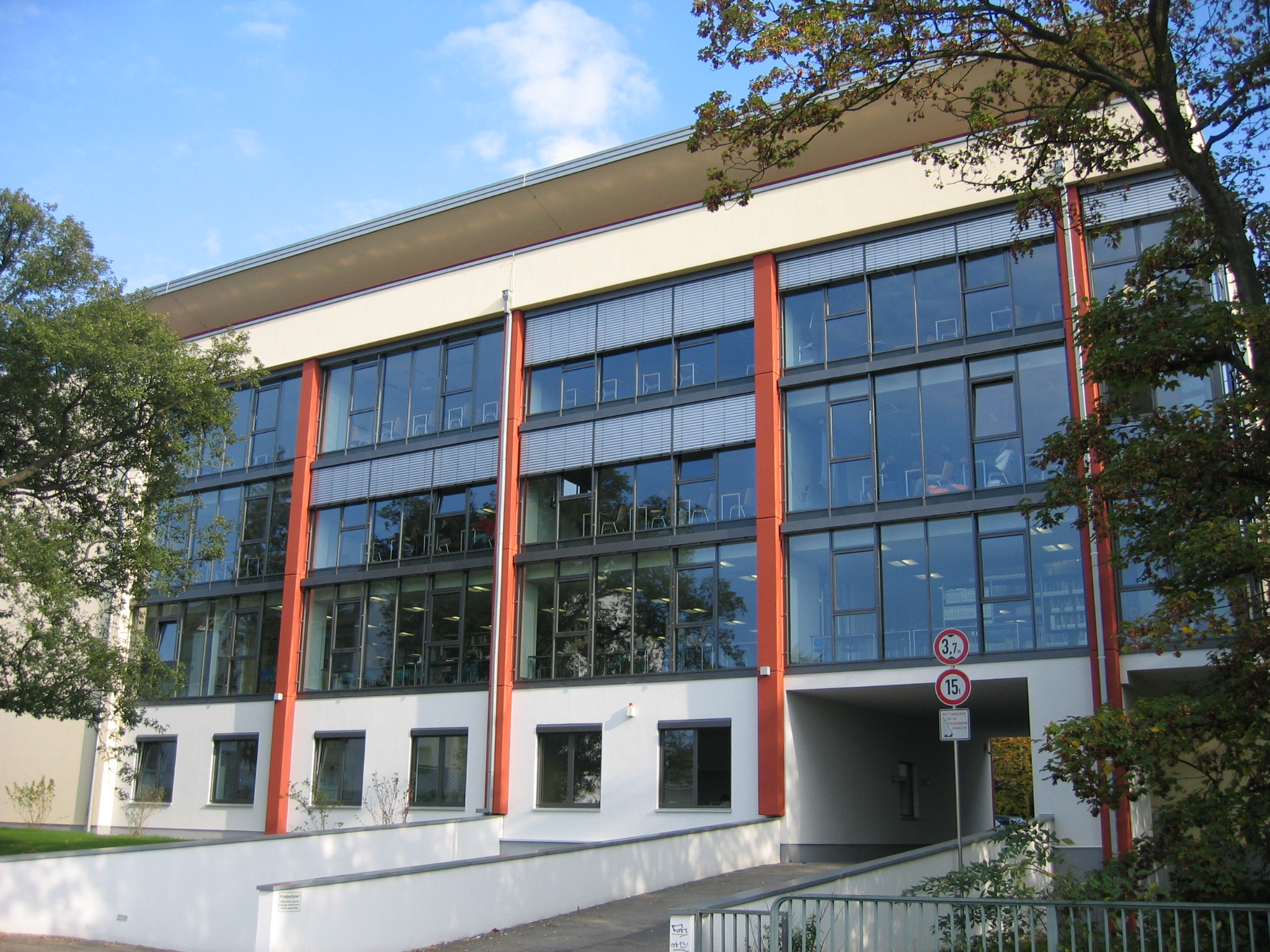
La sede histórica de Bad Honnef

La universidad fue fundada en 1998 y comenzó a operar en 2000. Se divide en cuatro áreas independientes: IU Campus Studies (con una orientación de Administración Internacional), IU Distance Learning (sección a distancia), IU Combined Studies (anteriormente llamado "IU Part-Time") y IU Dual Studies (educación dual, compuesta de estudios combinados con experiencia laboral en empresas).
Todas las titulaciones actuales están acreditadas (o están siendo acreditadas actualmente) por el Consejo de Acreditación de Alemania, están certificadas y han recibido varios premios, como el Sello Premium FIBAA. La IU es también la única universidad alemana en la asociación "Hotel Schools of Distinction". Es miembro de la red académica del Pacto Mundial de Naciones Unidas y se adhiere al PRME ("Principles for Responsible Management Education") de Naciones Unidas.
A través de IU Campus Studies, se ofrecen también estudios presenciales en los campus en Bad Honnef y Berlín, los cuales incluyen programas de grado, máster y MBA en áreas como turismo, gestión de eventos, atención médica, transporte y negocios.
Las titulaciones de educación dual que se ofrecen incluyen títulos duales de grado y máster en los campos de turismo, salud y atención social, tecnología de la información, ingeniería, negocios y administración, entre otros. La característica del modelo de estudio, muy extendido en Alemania, es la alternancia regular entre la teoría y la práctica, con el fin de adquirir experiencia laboral en una empresa mientras se estudia.
Los estudios de educación a distancia que se ofrecen en IU Distance Learning incluyen títulos online de grado, máster y MBA en alemán e inglés, con especializaciones para diferentes industrias y áreas de responsabilidad. Todas las titulaciones se pueden estudiar a tiempo completo o parcial, totalmente online (a través de clases en video y tutoriales online) o parcialmente en persona. Los exámenes se llevan a cabo en más de 40 centros de examen en Alemania, Austria y Suiza, en más de 150 centros en el resto del mundo o, alternativamente, online.
Las titulaciones a tiempo parcial, una combinación de cursos presenciales y online, son ofrecidos por el IU Berufsbegleitende Studium, una sección dedicada a los estudiantes que trabajan.

## Sedes

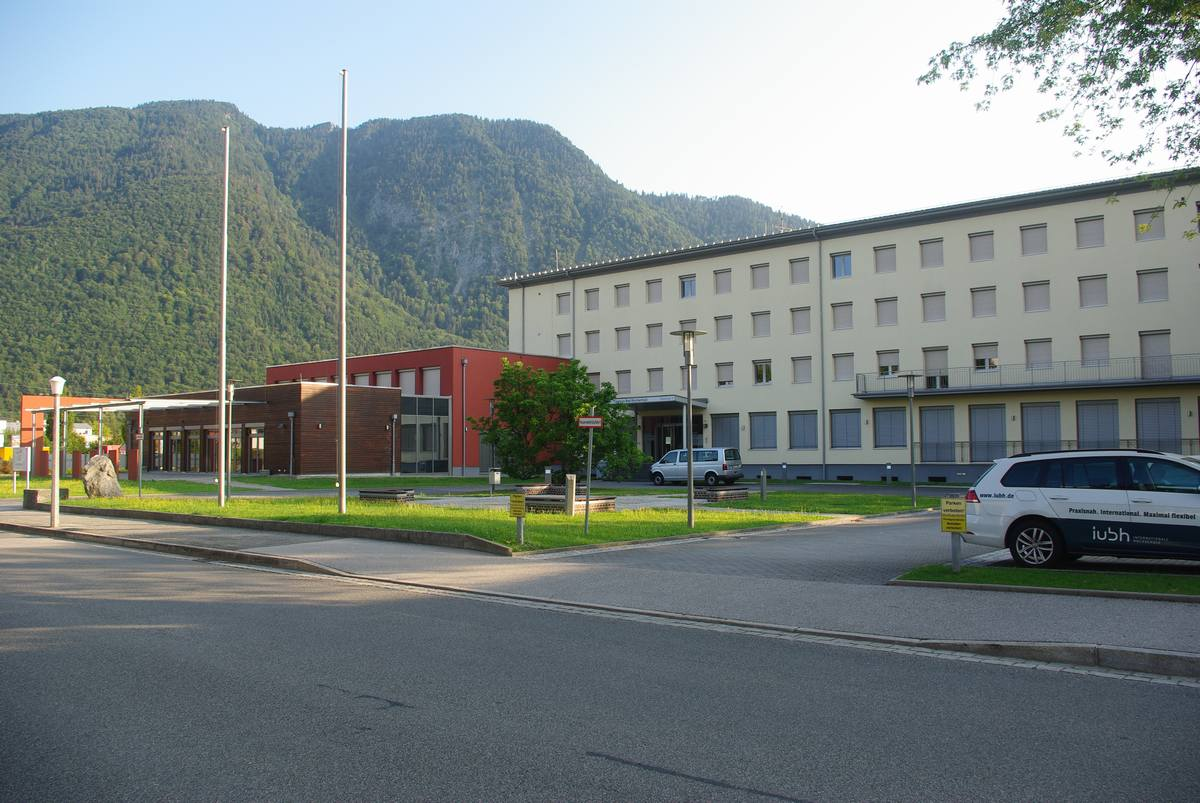
La sede de Bad Reichenhall

La universidad cuenta con varias sedes, que incluyen oficinas, campus y centros de examen: Erfurt (sede central), Bad Honnef (sede histórica y campus), Bad Reichenhall, Augsburg, Berlín (campus), Bielefeld, Brunswick, Bremen, Dortmund, Dresde, Duisburg, Düsseldorf, Frankfurt am Main, Friburgo, Hamburgo, Hannover, Colonia, Leipzig, Nuremberg, Munich, Stuttgart y Ulm .
IU cuenta también con más de 150 centros en el resto el mundo.

## Campos de estudio
IU ofrece más de 200 titulaciones de grado, máster y MBA en las siguientes áreas:
- Arquitectura y Construcción
- Diseño y Media
- Salud y Servicios Sociales
- Informática, Logística y Tecnología
- Comunicación y Marketing
- Aviación, Hostelería y Gestión de Eventos
- Administración de Empresas y Economía
- Educación y Psicología
- Recursos Humanos y Derecho